# Морбіан (затока)

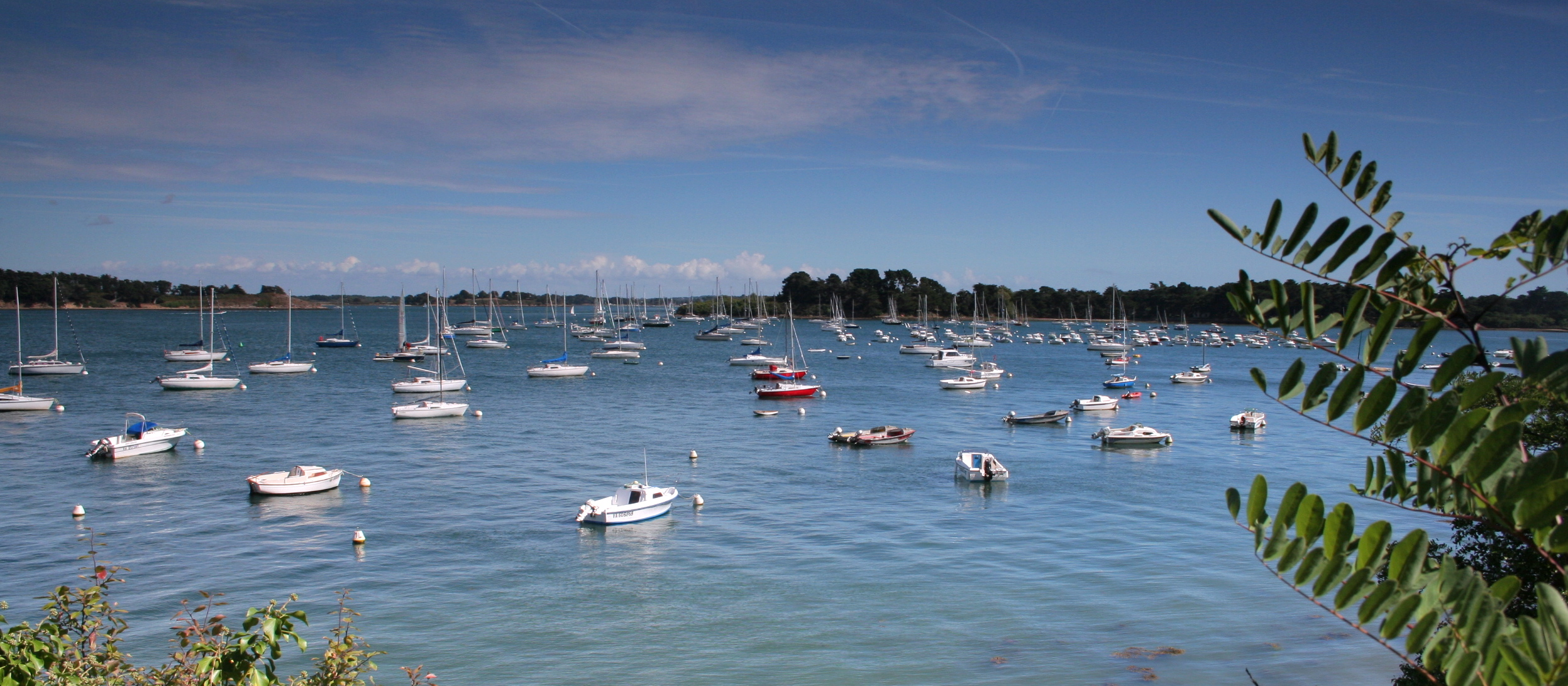
Затока Морбіан

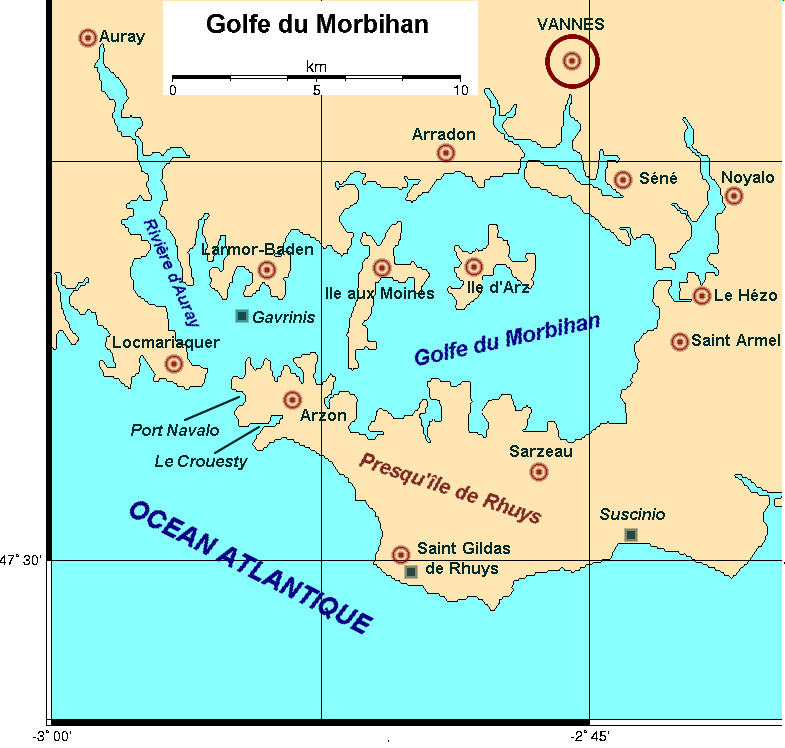
Мапа

47°35′52″ пн. ш. 2°49′57″ зх. д. / 47.5977° пн. ш. 2.8325° зх. д.
Морбіан (фр. Golfe du Morbihan, від брет. Mor-Bihan — «маленьке море») — затока в департаменті Морбіан, на півдні Бретані, Франція.
Площа затоки становить 115 км². Морбіан майже з усіх боків оточений сушею. На території затоки розташовано близько 250 островів, які власне є вершинами пагорбів, що пішли під воду через підвищення рівня Атлантичного океану. Тут протікають потужні течії, а приплив заливає невеликі перешийки, що зв'язують острови.
На берегах затоки розташовані численні мегаліти, які є свідченням того, що люди оселилися в цій місцевості ще в кам'яну добу.

## Флора і фауна, охорона природи
Мулисті затоки утворюють особливе середовище існування. Для нього характерні водоростеві килими, які допомагають стабілізувати дно та зменшують каламутність води, вони виробляють кисень і забезпечують захисний простір для молодих тварин. Затока також є важливим місцем проживання водоплавних птахів. Взимку тут живуть сотні тисяч гусей, качок і куликів.
Затока Морбіан та її береги, а також узбережжя безпосередньо біля виходу із затоки – загальна площа 20 609 га – були класифіковані як об’єкт громадського значення (фр. Site d'Importance Communautaire) в рамках Natura 2000, транснаціональної системи охоронних територій в межах Європейського Союзу.  6213 гектарів затоки, особливо її східної частини, було оголошено особливою охоронною територією (фр. Zone de Protection Spéciale) у рамках Natura 2000.  У 2014 році в районі навколо затоки та на півночі було створено регіональний природний парк Гольф-дю-Морбіан.
Проблеми для збереження природи викликані забрудненням води та порушенням життя дикої природи, у тому числі водними видами спорту поблизу узбережжя.

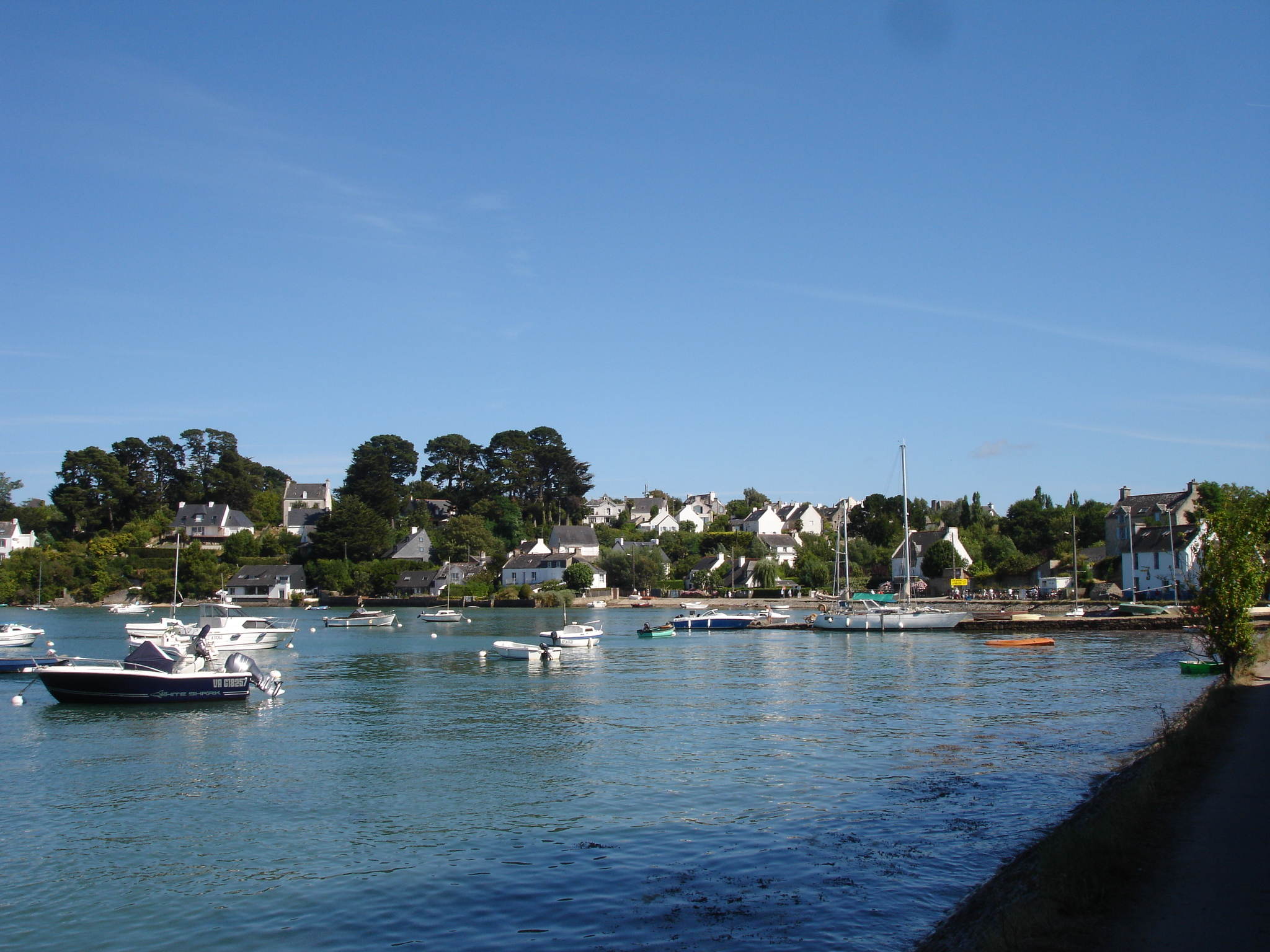
Гавань в Іль-о-Муан
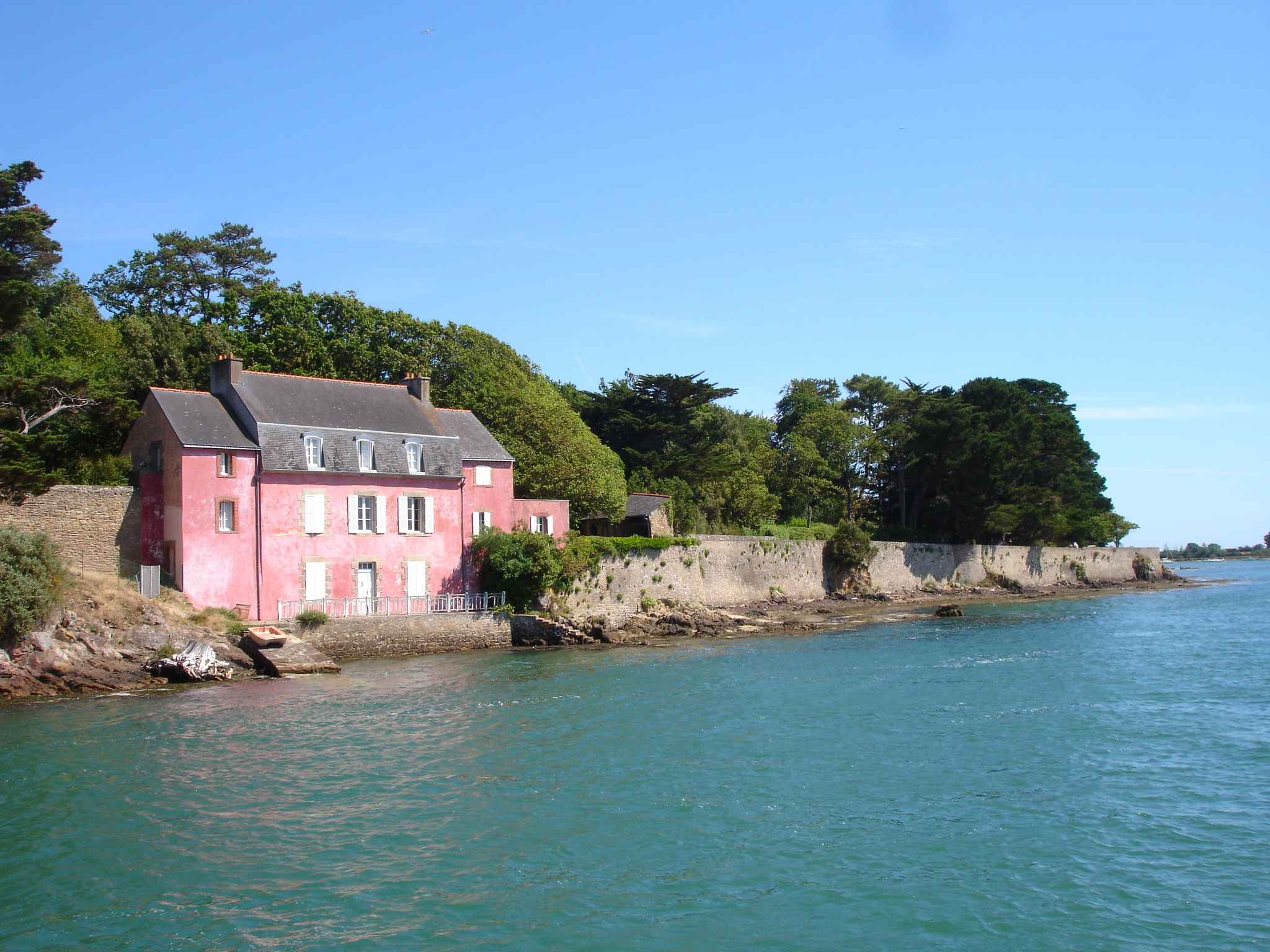
«Рожевий будинок»: орієнтування для судноплавство при заходженні до Ванну
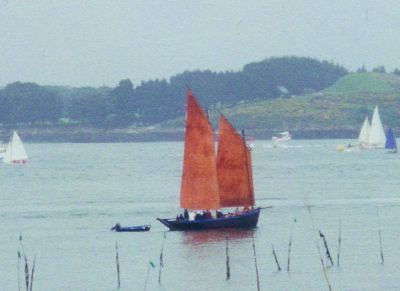
«Сінагот»: традиційний тип човна в Сене.
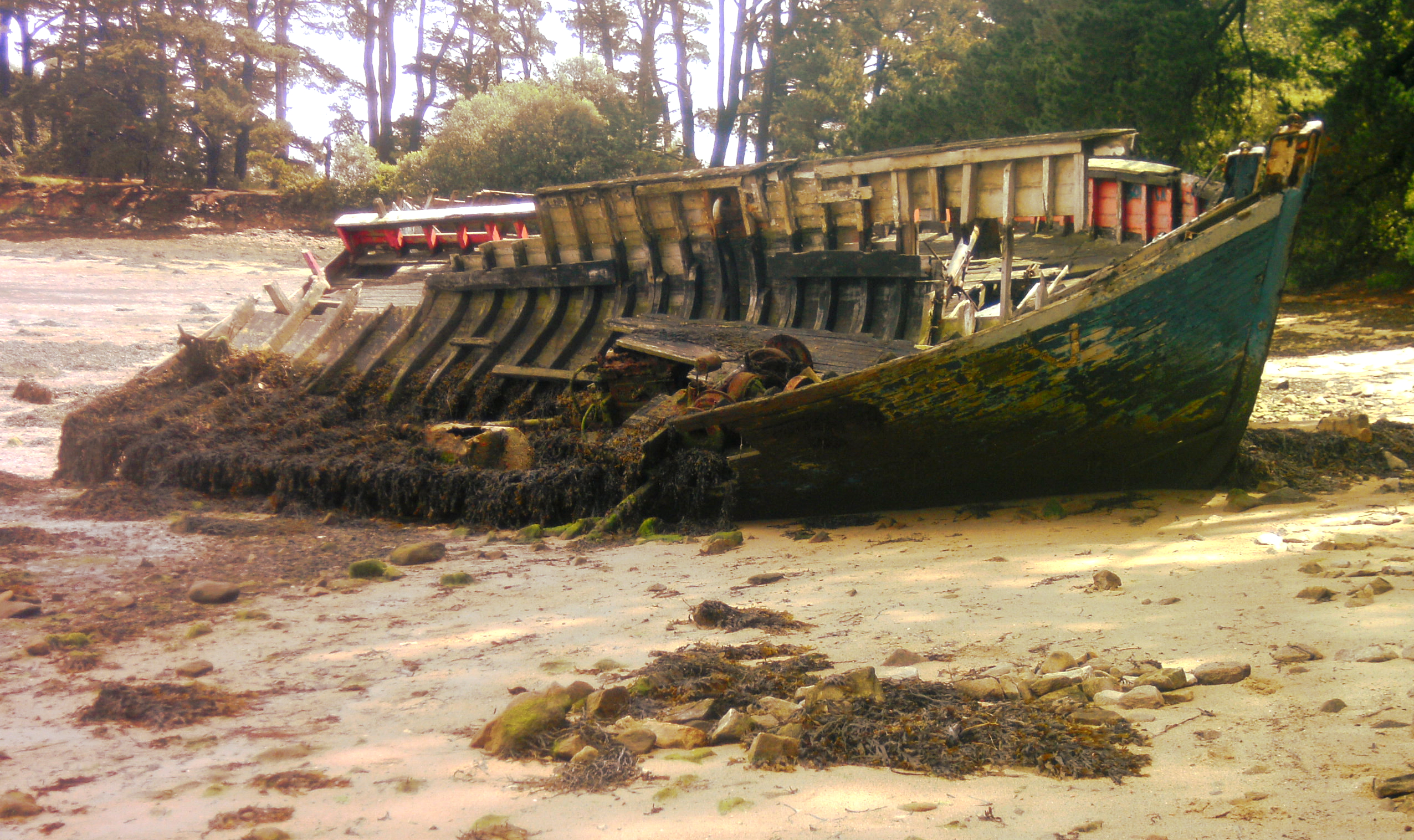
Аварія човна в затоці Морбіан